# Ação preferencial
Texto da Sep/Cvm sobre ações preferenciais
A ação preferencial é um tipo de parcela representativa do capital social de uma empresa, sem direito a voto, e com prioridade na distribuição de dividendos. Na extinção da empresa os detentores deste tipo de ação têm prioridade na restituição do capital em caso de falência.
O estatuto de uma companhia pode excluir, do direito de
participar dos aumentos de capital decorrentes da capitalização
de reservas ou lucros, as ações preferenciais com dividendo
fixo.
Elas podem ganhar direito ao voto em caso de não pagamento dos dividendos em 3 exercícios consecutivos da companhia. 